# Daraawiish

dhulbahante darawiish

L'Estat dels daraawiish o Estat dels dervixos (somali: Dawlada daraawiish; àrab: دولة الدراويش, Dawlat ad-darāwīx) fou un estat del clan dhulbahante fundat pel cap somali Diiriye Guure i per Ismaaciil Mire, que va durar del 1895 al 1921 (en guerra santa entre 1899 i 1905 i entre 1909 i 1920). Fou bàsicament un moviment de resistència a la colonització, dirigit contra britànics i italians i contra els etíops.
Els territoris comprengueren les parts de la Somàlia Britànica dominades per Maxamed entre 1898 i 1904. El seu moviment fou reconegut de fet com a estat, «Estat dels dervixos», el 1905 amb domini sobre una part del territori de la Somàlia Italiana entre els sultanats d'Obbia i Majertin i després del 1909 tot l'interior de la Somàlia Britànica. El seu estat va estar basat en els dervixos (daraawiish).
Els daraawish poden ser considerats un estat perquè van reunir-ne les característiques: un territori, una població i un govern sobirà. Però mai va poder superar les estructures de clan que dominaven els somalis. L'islam va servir de cobertura ideològica al moviment, ja que un dervix era un creient musulmà que feia vot de pobresa i austeritat al servei d'Al·là i la seva comunitat.
La direcció del moviment correspongué al cap religiós, Sayid Maxamed conegut com «el Mul·là» (després despectivament Mad Mullah). El moviment tot i que emparentat amb l'anterior moviment dels dervixos de Sudan, no hi va tenir cap relació orgànica. La història del moviment és bàsicament la història de Maxamed.

## El moviment daraawiish
La seva ideologia era etno-confessional: somalis musulmans de la secta salihiya, contra els cristians i els musulmans de la secta qadiriya. El seu crit de guerra era "Nosaltres els musulmans somalis" doncs l'aspecte confessional predominava sobre l'ètnic. Realment la part més important del moviment era la defensa dels principis de l'orde salihiya o salihia, escindida de l'orde ahmadiya fundada per Ahmad ben Idris Al-Faasi (1760-18-37) a la Meca.
En conjunt doncs fou un moviment religiós que va poder atreure part de la població pels seus elements anti colonials.
Sorprèn que Maxamed pogués dirigir el moviment i controlar territoris durant uns vint anys com a cap d'un petita secta, tot i que mai va guanyar cap batalla rellevant. Això fou degut primer a la capacitat organitzativa del moviment i doncs ben segur a l'aportació dels homes de l'entorn del mul·là; amb pocs medis econòmics va poder comprar armes, mantenir l'exèrcit i reorganitzar-se una vegada i una altra després de cada derrota, arribant a construir fortaleses que no estaven a l'abast de molts estats.
En el seu manteniment però va tenir un paper fonamental el temps que li va tocar viure. Primer (1899-1901) fou considerat pels britànics com un element pertorbat i pertorbador de minse importància; després (1901-1903) la planificació militar britànica no va estar a l'altura del que calia. El 1904 fou derrotat i va quedar tancat a Ilig però es va beneficiar dels interessos italians (1905), i el 1909 de què l'oposició britànica al govern, a Londres, no volia la guerra a la Somàlia Britànica i li van deixar el control de tot el protectorat, conservant només tres posicions a la costa; la I Guerra Mundial de 1914 a 1918 va prevenir qualsevol intent seriós dels britànics de recuperar el control de la part abandonada. Però quan els britànics van decidir posar fi al conflicte i van utilitzar una part dels mitjans al seu abast, aquest es va resoldre en poques setmanes amb la completa derrota dels dervixos i finalment la desaparició del moviment poc després de la mort del mul·là.